# Niger-kongói nyelvcsalád
A niger-kongói nyelvcsalád (korábban kongó-kordofáni nyelvcsalád) a természetes nyelvek egyik nyelvcsaládja. Elterjedési területe a szubszaharai Afrika nagy része.
Egyesíti a mande nyelveket, az atlanti-kongó nyelveket (amelyeknek van egy jellegzetes főnévi osztályrendszere), és valószínűleg több kisebb, nehezen besorolható nyelvcsoportot is. Ha egy mindent átfogó felmérés készülne a nyelvcsaládról, a niger-kongói nyelvcsalád a világ legnagyobb nyelvcsaládja lenne a nyelvek számát tekintve, a harmadik legnagyobb a beszélők számát tekintve, és a földrajzi területet tekintve Afrika legnagyobb nyelvcsoportja lene. Az ausztronéziai nyelveknek majdnem ugyanennyi tagja van, bár ezt megnehezíti az a kétértelműség, hogy mi számít különálló nyelvnek; az Ethnologue által felsorolt, névvel ellátott Niger-kongói nyelvek száma 1540.
A nyelvcsalád az anyanyelvi beszélők száma alapján a harmadik legnagyobb a világon, 2015-ben mintegy 700 millió beszélővel. A Niger-kongói nyelvcsaládon belül csak a bantu nyelvek 350 millió beszélőt (2015), vagyis a teljes niger-kongói nyelvű beszélők számának felét teszik ki. Az anyanyelvi beszélők száma alapján a legelterjedtebb niger-kongó nyelvek: joruba, igbó, fula, lingala, ewe, fon, ga-dangme, sona, déli szotó (sesotho), khosza, zulu, az akan és a mooré. Az összes beszélő számát tekintve a legelterjedtebb a szuahéli nyelv, amelyet Kelet- és Délkelet-Afrika egyes részein közvetítőnyelvként használnak.
Míg a Niger-kongói  nyelvcsalád atlanti-kongónak nevezett magjának egysége széles körben elfogadott, a belső felépítés nem jól megalapozott. Más ismertebb ágak közé tartozhatnak a mande, a dogon, az idzsav, a katla és a rashad nyelvek. A mande nyelvek szoros kapcsolatát a többi Niger-kongói nyelvvel soha nem sikerült bizonyítani, és a mande nyelvek nélkül a Niger-kongói nyelvcsalád mint egész (szemben az atlanti-kongói, vagy egy hasonló alcsaláddal) érvényessége nem bizonyított.
Az atlanti-kongó nyelvek egyik legjellegzetesebb közös jellemzője a főnévi osztályrendszer használata, amely lényegében egy több nemet tartalmazó rendszer.

## A családhoz tartozó nyelvek
- Nyugat-atlanti ág
  - volof
  - fulambi
  - temne
- Mande ág
  - Keleti csoport
  - Nyugati csoport
    - malinke (mandingó)
    - mende
    - kpelle
    - vai
    - bambara
- Volta-kongói ág
  - Voltai (gur) csoport
    - mosszi
    - nyungwe

  - Kva csoport
    - ga
    - joruba
    - igbó
    - akan

  - Adamawai-keleti csoport
  - Benue-kongói csoport
    - szuahéli
    - ruandai (fumbira)
    - kirundi (rundi)
    - comorei
    - makua
    - xhosza
    - zulu
    - luba
    - efik
    - tiv
- Kordofáni ág
  - koalib
  - tegali
  - talodi
  - tumtum
  - katla